# Le Puits (film, 1951)
Pour les articles homonymes, voir Le Puits.
Pour plus de détails, voir Fiche technique et Distribution.
Le Puits (titre original : The Well) est un film américain réalisé par Leo C. Popkin et Russell Rouse, sorti en 1951. Le film fut nommé pour l'Oscar du meilleur scénario original et pour l'Oscar du meilleur montage.

## Synopsis
Une petite fille noire est enlevée. Le suspect, un homme blanc, est relâché par la police. Des tensions raciales s'élèvent dans la ville.

## Fiche technique
- Titre original : The Well
- Titre français : Le Puits
- Réalisation : Leo C. Popkin et Russell Rouse
- Scénario : Russell Rouse et Clarence Greene
- Photographie : Ernest Laszlo
- Musique : Dimitri Tiomkin
- Pays d'origine :  États-Unis
- Format : Noir et blanc - 1,37:1 - Mono
- Date de sortie : 1951

## Distribution
- Gwendolyn Laster : Carolyn
- Richard Rober : Ben Kellog
- Maidie Norman : Mrs. Crawford
- George Hamilton : Grand-père
- Ernest Anderson : Mr. Crawford
- Dick Simmons : Mickey
- Lane Chandler : Stan
- Michael Ross : Frank
- Christine Larsen : Casey
- Roy Engel : Gleason
- Robert Osterloh : Wylie
- Harry Morgan : Claude Packard
- Barry Kelley : Sam Packard
- Tom Powers : Maire